# Grattacielo di Cesenatico
Il grattacielo di Cesenatico è una architettura sita nella località omonima, sul litorale adriatico. Con i suoi 118 metri, nel 1958, appena terminati i lavori, diventò il grattacielo più alto d'Italia, fino a essere superato due anni dopo dal grattacielo Pirelli di Milano.

## Storia
Fu progettato dall'ingegnere lughese Eugenio Berardi (1921-1977) ed è noto anche come Condominio Marinella 2 essendo stato dedicato alla moglie Marinella Ragazzini di Faenza. L'anno precedente, sempre su progetto di Berardi, era stato inaugurato il grattacielo Marinella di Milano Marittima, il quarto grattacielo costruito in Italia dopo la Torre Piacentini, il Torrione INA e la Torre Breda.
I lavori vennero diretti dalla Società Immobiliare Marinella, istituita dall'ing. Berardi e realizzati dalla cooperativa Edile Forlivese che portò a termine l'impresa dal febbraio 1957 al 5 agosto 1958. Il grattacielo sorge sulla sabbia a poche decine di metri dal mare.
Attualmente è il 20º grattacielo più alto d'Italia e ancora oggi uno degli edifici in cemento armato più alti. Da rilevamenti topografici e satellitari effettuati durante lo studio dei lavori di ristrutturazione è emerso che il grattacielo pende di 33 centimetri su piazza Costa.

## Ristrutturazione
Ha subìto interventi di ristrutturazione, che comprendono: posizionamento delle piastrelle in grès porcellanato sulle facciate, inserimento di tapparelle in alluminio, rivisitazione di impianti idraulico ed elettrico, sostituzione dei vecchi ascensori. Questi interventi di riqualificazione sono stati effettuati in seguito all'allagamento di un piano e alla generazione di fumo dal locale macchine ascensori.
Tra il 2003 e il 2009 è stato soggetto a opere di completa riqualificazione e consolidamento progettati dell'architetto Giovanni Lucchi di Cesenatico e dagli ingegneri Maurizio Berlati di Cesenatico e Ivan Missiroli di Forlì.
I lavori hanno interessato:
- la struttura portante, col consolidamento di 572 dei circa 900 pilastri che sorreggono il complesso;
- l'impianto idraulico di scarico;
- le facciate, dove sono state sostituite le 580 tapparelle ed è stata applicata una facciata ventilata, realizzata da struttura in alluminio e piastrelle di grès porcellanato con i toni del grigio della dimensione 60 x 60 cm, dell'azzurro e del blu.

La commessa per i lavori interni ed esterni del grattacielo è stata di circa 4 milioni di euro.